# Walter Nichols
Walter Nichols is een personage uit de Amerikaanse televisieserie Drake & Josh van Nickelodeon, gespeeld door de acteur Jonathan Goldstein.

## Beschrijving
Walter is de biologische vader van Josh Nichols. Hij is getrouwd met Audrey Parker-Nichols en krijgt hierdoor twee kinderen erbij, Drake Parker en Megan Parker. Hij en Josh trekken bij de Parkers in.
Walter werkt als weerman op 'Channel 7.' Omdat hij er bijna altijd naast zit met zijn weersvoorspellingen, kijkt het gezin doorgaans naar zijn rivaal Bruce Winchill, die wél goede voorspellingen doet. Walter is dan ook vaak het mikpunt van spot.
Hij heeft het thuis niet makkelijk dankzij zijn twee stiefkinderen, die weinig respect voor hem opbrengen en weigeren hem 'dad' te noemen. Hij steekt veel tijd en energie in het voorkomen dat Drake en Josh zich in de nesten werken, maar dat leidt zelden tot resultaat.
Als persoon is Walter enigszins klunzig.